# Швеннінгер (хокейний клуб)
«Швеннінгер» (повна назва з 1994 «Швеннінгер ЕРК Вайлд Вінгс», нім. SERC Wild Wings) — хокейний клуб з міста Філлінген-Швеннінген, Земля Баден-Вюртемберг, Німеччина. Заснований у 1904 році. У 1994 році, були одним із засновників Німецької хокейної ліги. До складу команди входить молодіжний склад, аматори та жіноча команда.

## Історія

### Створення та становлення клубу, сезони 1904— 1964
Історія клубу налічує понад 100 років. Клуб заснований у липні 1904 року в готелі «Schwenningen». Розвивав від самого початку плавання, пізніше виникли секції з хокею, фігурного катання і керлінгу.
Однак клуб здебільшого відігравав роль рекреаційного, перші хокейні матчі були зіграні у 1927 році, коли «Швеннінгер» грав проти команд з Тітізеє та Штутгарт. Вже в 1931 році клуб взяв участь в чемпіонаті Німеччини. У 1933 році, також взяли участь у попередньому раунді чемпіонату Німеччини (посіли останнє місце в групі «В»).
Після Другої світової війни у 1947 році була заснована нова секція хокею на роликових ковзанах.
У грудні 1964 року була побудована крита ковзанка. Тим не менш, «Швеннінгер» мав невизначене майбутнє, оскільки не було жодних молодих талантів, як загалом не було конкурентоспроможної команди для участі в чемпіонаті.

### На шляху до Бундесліги, сезони 1964— 1981
У середині 1960-х колишній гравець Бундесліги Ернст Вельфль допоміг відродити клуб. У 1974 «Швеннінгер» грає в Регіональній лізі - Південь. У сезоні 1976/77 хокейний клуб піднімається на друге місце в Оберлізі-південь. Зайнявши друге місце в 1979 під керівництвом тренера Петра Ушторфа, переходять до другої Бундесліги. У першому сезоні (1979/80) хокейний клуб з Філлінген-Швеннінгена досягає третього місця в турнірній таблиці. 
У наступному сезоні «Швеннінгер», закінчує чемпіонат на другому місці, набравши 68 очок і виходить до Бундесліги.

### Бундесліга, сезони 1981— 1994
В дебютному сезоні 1981/82 команда посідає дев'яте місце в таблиці і таким чином не потрапляє в плей-оф. 
У сезоні 1982/83 посідає 5 місце, в плей-оф поступається Кельну 1:2. Наступний сезон команда також закінчує на 5 місці, а в плей-оф програли клубу з Фрайбурга, поступившись і у серії за 7 місце Дюссельдорфу. Не проходила команда далі чвертьфіналу плей-оф всі наступні п’ять сезонів. Найбільше досягнення в новітній історії клубу, була гра в сезоні 1989/90, у чвертьфіналі здобули перемогу в серії 3:2 над БСК Пройзен і досягли півфіналу. Правда півфінал в «суху» 0:3, програли Дюссельдорфу. Німецько-канадський гравець Воллі Шрайбер став одним з найкращих нападників. Колишній гравець НХЛ закинув у сезоні 1989/90 46 шайб і набрав 74 очки разом з іншим канадцем Грантом Мартіном (також був серед найкращих бомбардирів ліги). 
Команда не змогла повторити успіх сезону 1989/90 в наступних сезонах. Лебеді «Швеннінгера» поступились в серії плей-оф 1991 1:3 Розенгайму, а в 1992 0:3 Дюссельдорфу. 
У сезоні 1992/93 клуб займає 9 підсумкову сходинку в регулярному чемпіонаті. У серії матчів за «виживання» вони програють всі матчі 0:4, в півфіналі Берліна, а також основним конкурентами з Фрайбурга 0:3. Від пониження в класі їх рятує Фрайбург, Бундесліга анулює ліцензію останнього і таким чином «Швеннінгер» залишається в Бундеслізі. Бомбардир Воллі Шрайбер покидає клуб та приєднався до ЕС Хедос з Мюнхену, влітку 1993 року. Сезон 1993/94 років команда закінчила на десятому місці і вела боротьбу за виживання проти команди з Касселя, вигравши серію 2:0.

### Німецька хокейна ліга, сезони 1994— 2003
Бундесліга протягом сезону 1994/95 була замінена на Німецьку хокейну лігу як новий вищий дивізіон в результаті реформи німецького хокею. У рамках цієї реформи більшість команд ліги змінили назви, в тому числі «Швеннінгер». Клуб також відповідав вимогам ліцензування ліги і став одним з членів-засновників. 
У першому сезоні в DEL, «Швеннінгер» займає дев'яте місце в турнірній таблиці і виходить в плей-оф на Розенгайм, який обіграли в серії 4:3. У наступному чвертьфіналі, клуб програє всі чотири гри БСК Пройзен. На додаток до першої команди в лізі в 1996/97 і 1997/98, виступає аматорська команда під назвою SERC Fire Wings. 
У 1996 році «Швеннінгер» знову виходить до першого раунду плей-оф, де поступається Аугсбургу 1:3. Один з найвпливовіших гравців того часу був канадець Гордон Хайнс, який в 47 матчах набрав 56 очок в сезоні. У сезоні 2001/02 клуб фінішував 16-м, це найгірший показник в підсумковій турнірній таблиці. У 2003 клуб мав серйозні фінансові труднощі. У квітні 2003 позбавлений ліцензії на право виступати в DEL. Влітку 2003 року команда була включена до складу 2 Бундесліги.

### Бундесліга сезони 2003—2013
Сезон 2003/04 «Швеннінгер» в Другій Бундеслізі команда закінчила на 8 позиції, програвши в чвертьфіналі Вольфсбургу 0:3. У наступному сезоні також в чвертьфіналі поступаються команді з Бремергафена 3:4. Сезон 2006/07, клуб закінчив на четвертому місці після регулярного чемпіонату, за вихід до Німецької хокейної ліги серед конкурентів були також команди з Касселя, Вольфсбургу і Бремергафену. У плей-оф «Швеннінгер» був буквально знищений командою з Ландсгуту 1:4. 
Навесні 2007 року рада міста приймає рішення про розширення місцевою спортарени. Сезон потому, в 2007/08 бюджет клубу становить 2 100 000 євро, це другий показник у лізі. Посівши в регулярному чемпіонаті четверту сходинку, в плей-оф перемагають Ріссерзеє 4:3 та програють Касселю 1:3. Сезон 2008/09 був менш успішний. Команда фінішувала на восьмому місці і таким чином пропустила плей-оф. Замість цього вела боротьбу за виживання обігравши команду з Ессена. 
Сезон 2009/10 був найуспішнішим в історії «Wild Wings». Під час основного раунду команда посіла перше місце, і лише поступилася в плей-оф ЕХК Мюнхен 0:3. 
Після цього сезону «Швеннінгер» долучає до своїх лав чотирьох гравців з досвідом гри в Німецький хокейній лізі, а саме: Роланда Майра, Філіппа Шлагера, Радека Крештана і Йонаса Ланьє. 29 липня 2010 до складу повернувся Андреас Ренц з Касселя, а 6 вересня Крістоф Мелішко.
Сезон 2010/11 був успішним для «Wild Wings». 44 рази вони були на першому місці протягом сезону посівши в підсумку четверте місце, не допомогло і підписання Сініши Мартиновича та Ендрю Шнайдера. У фіналі плей-оф програли команді з Равенсбургу в серії 0:3 (2:7, 3:4 ОТ, 1:2). 
Сезон 2011/12 команда почала дуже погано, чотири поразки в п'яти матчах у лізі і останнє місце в турнірній таблиці. Після того як команду очолив Юрген Рамріх, команда покинула останнє місце і здобула право на участь у плей-оф. В чвертьфіналі обіграли команду з Кауфбойрена 4:2, але в півфіналі програли Розенгайму 2:4. 
Сезон, що минув (2012/13), команда закінчила на 2 місці після регулярного чемпіонату, в чвертьфіналі обіграли 4:1 команду Баден-Вюртемберг, а в півфіналі взяли реванш у Равенсбурга 4:1. В фінальній серії проти ХК «Бітігхайм-Біссінген» програли 2:4 (5:3, 3:1, 2:5, 1:4, 2:3“ОТ”, 3:4) але отримали право на повернення до Німецької хокейної ліги.

### Німецька хокейна ліга з 2013

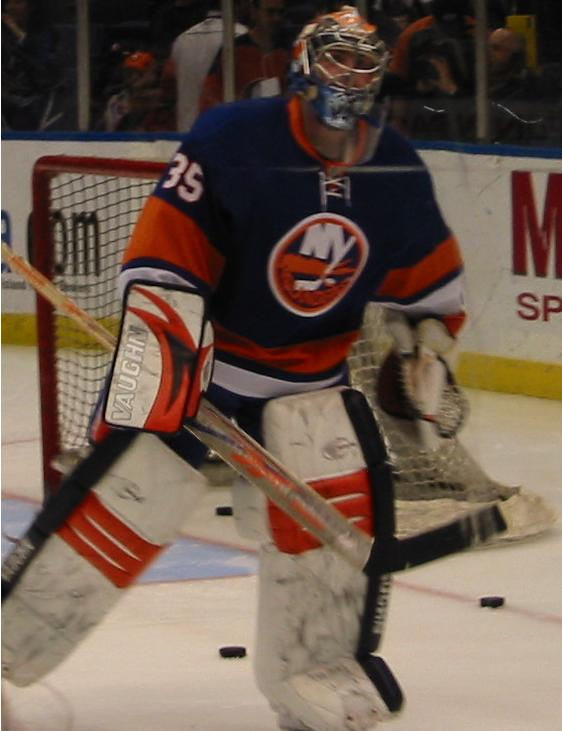
Джої Макдональд канадський воротар клубу в 2015/17 роках.

Після повернення з Бундесліги клуб  займає місця в нижній частині турнірної таблиці.

## Члени Залу хокейної слави Німеччини
До Залу хокейної слави Німеччини входять такі  гравці:
- Георг Хольцманн
- Маттіас Хоппе

## Закріплені номера
- #17  Ярослав Малий
- #21  Карл Альтманн
- #22  Георг Фріц
- #24  Томас Дітер
- #25  Воллес Шрайбер
- #27  Маттіас Хоппе
- #28  Грант Мартін
- #30  Рудольф Хіпп
- #81  Марк МекКей
- #98  Майк Баллард
- #31  Андреас Ренц[3]

## Тренери з 1994 року
Першим тренером «Швеннінгер» з моменту заснування Німецької хокейної ліги був тренер чеського походження Мирослав Берек, його замінив канадець Боб Бернс. Бернс керував командою протягом трьох сезонів. 
Наприкінці сезону 1997/98, керівництво запросило Рона Івані. Він не зміг з командою двічі поспіль потрапити до плей-оф і влітку 1999 року контракт не був продовжений, а її очолив його співвітчизник Річ Черномаз, який працював з командою протягом двох сезонів. 
Не протримався більше двох сезонів і Кім Коллінз, у сезоні 2002/03 років до 30 жовтня 2002 року очолював американець Том Покел, але через відсутність позитивних результатів був звільнений від обов'язків головного тренера. Тренерський дует Бедржіх Пастирік і колишнього гравця Франкфурта Дені Хелда закінчили сезон на останньому місці. Найкращий бомбардир команди минулих років Майк Баллард був відповідальний за першу команду в наступні роки. Марсель Брейль відпрацював на посту головного тренера лише один сезон 2005/06 років. Бернхард Камінські (2006) досяг плей-оф. Його наступник, колишній гравець Петер Ушторф, виконував свою роботу як головний тренер тільки десять місяців і його контракт був згодом припинено через негативні результати.  
Канадець Грег Пруден, виконував обов’язки головного тренера з 25 жовтня 2007 року до кінця сезону 2007/08. Фін Ярі Пасанен очолив команду на старті нового сезону, через погані результати був замінений на Кіма Коллінза (його контракт був укладений до 2009 року). Наступник, канадець Ексел Каммерер протягом двох років був менеджером «Швеннінгера». На початку сезону 2011/12, програвши чотири з п'яти ігор, він був звільнений. З 16 жовтня 2011 року головним тренером став Юрген Рамріх, залишив пост головного тренера після закінчення сезону 2011/12. З 2012 керує командою італієць Стефан Майр.

## Структура клубу

Логотип жіночої команди

«Швеннінгер» ЕРК діє як зареєстрований спортивний клуб разом з професійною командою. На додаток до першої команди, існує  молодіжна команда під назвою «Молоді крила», а також «Старі Крила» команда літніх людей. Крім того, діє аматорська команда «Fire Wings» і «Lady Wings», жіноча команда в структурі клубу. Молодша секція клубу налічує десять молодіжних команд. Клуб також розвиває фігурне катання та керлінг.